# Príncep de Transsilvània

Escut del Principat de Transsilvània

El príncep de Transsilvània (en alemany: Fürst von Siebenbürgen, hongarès: erdélyi fejedelem, en llatí: princeps Transsylvaniae, en romanès: principele Transilvaniei) va ser el cap d'estat del Principat de Transsilvània des de les darreres dècades del XVI segle fins a mitjan segle xviii. Joan Segimon Zápolya va ser el primer a adoptar el títol el 1570, però el seu ús només es va mantenir estable partir del 1576.

## Orígens

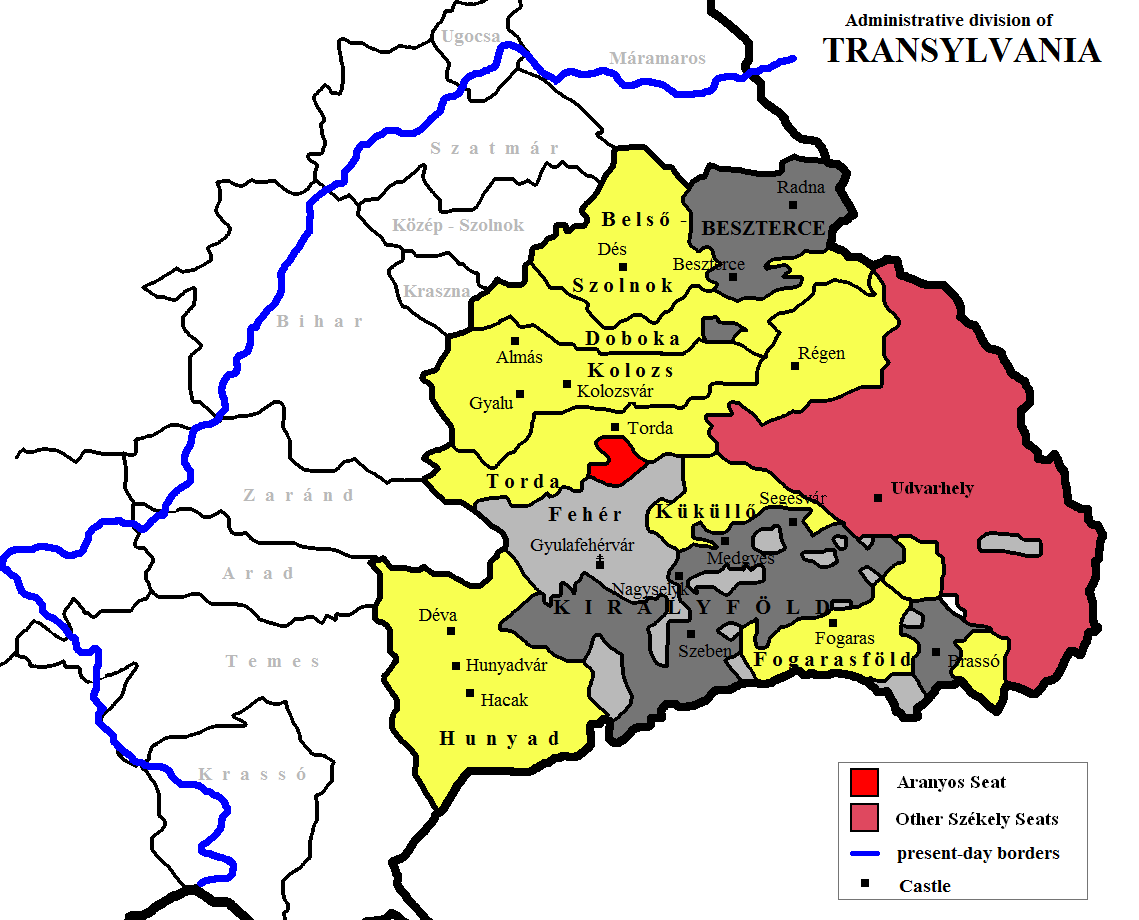
Divisió administrativa de Transsilvània a principis del segle XVI

La integració de Transsilvània al recentment establert Regne d'Hongria va començar cap a l'any 1003. La província es va convertir en objecte d'una colonització intensiva, provocar l'arribada i l'assentament de colons d'origen divers, inclosos els secuis de parla hongaresa i els alemanys ètnics. El territori de Transsilvània es va dividir a efectes administratius en unitats territorials anomenades "comtats" i "seients".
Els set comtats de Transsilvània (Doboka/Dăbâca, Fehér/Alba, Hunyad/Hundedoara, Kolozs/Cluj, Küküllő/Târnava, Szolnok/Solnoc i Torda/Turda) eren institucions dirigides principalment per nobles locals. Tanmateix, els seus caps o ispáns estaven sotmesos a l'autoritat d'un funcionari superior, el voivoda que era nomenat pels reis d'Hongria. El voivoda de Transsilvània tenia una sèrie de responsabilitats administratives, militars i judicials. Per exemple, les assemblees generals conjuntes dels set comtats eren convocades i encapçalades pel voivoda o el seu adjunt., habitualment a Torda/Turda. Aquestes assemblees funcionaven principalment com a corts de justícia, però els jutges dels comtats també eren elegits per ells.

Seus i districtes saxons a la Transsilvània del.

En lloc de comtats, la comunitat saxona de Transsilvània s'organitzava principalment en seients i districtes. Eren independents de l'autoritat dels voivodes. El 1469, el rei Maties Corví d'Hongria va autoritzar els escons de tots els saxons a triar els seus propis caps. Set anys més tard, el mateix monarca va crear la "Universitat Saxona" unificant tots els seients i districtes saxons a Transsilvània, que estava encapçalada pel major electe d'Hermannstadt (Nagyszeben, Sibiu). Inicialment, els Székely eren igualment independents de l'autoritat dels voivodes, ja que eren dirigits pel seu propi comte, un funcionari nomenat pel sobirà.
Tot i que els saxons i els székely es van esforçar per preservar la seva connexió directa amb els monarques, "els primers contactes institucionals entre la noblesa, els székely i els saxons es van establir a través del voivoda" a partir de principis del segle XIV. Per exemple, els representants dels saxons i els székelys eren sovint presents a les assemblees generals dels nobles encapçalats pels voivodes. A més, els voivodes també van ser nomenats comte dels Székely pel monarca a partir de mitjan XV. segle, així els dos despatxos estaven units per costum. En contrast amb els representants dels nobles, els saxons i els székelys, els cneazes romanesos només van ser convidats dues vegades (el 1291 i el 1355) a les assemblees generals.
Els líders dels nobles dels set comtats, els saxons i els székelys van formar una aliança contra "totes les amenaces internes i externes a la província" en temps de la revolta de Budai Nagy Antal el 1437 Aquesta aliança formal de les " Tres Nacions de Transsilvània " es va confirmar el 1459, dirigida principalment contra Michael Szilágyi, el regent-governador del Regne d'Hongria. Durant la rebel·lió de camperols dirigida per György Dózsa el 1514, el voivode John Zápolya va convocar l'assemblea de les Tres Nacions.

### Fi del regne independent d'Hongria
El 1526, a la batalla de Mohács, l'Imperi Otomà va derrotar l'exèrcit reial d'Hongria i va matar el rei Lluís II. Aleshores els otomans es van retirar.
El tron va ser reclamat pel cunyat de Lluís, l'arxiduc Ferran d'Àustria, i per Joan Zápolya, tots dos recolzats per faccions de magnats hongaresos. Ferran va expulsar a Joan d'Hongria, després de la qual cosa Joan va oferir lleialtat al sultà otomà Solimà el Magnífic a canvi de suport. Soliman va envair Àustria mentre Joan va recuperar el seu tron. Soliman va ser rebutjat d'Àustria, i per un tractat el 1538, Ferran es va convertir en rei d'Hongria, amb les parts occidentals, mentre que Joan es va convertir en rei, amb les parts orientals, inclosa Transsilvània (anomenada pels historiadors "Regne d'Hongria Oriental").
Així, de ser un regne plenament sobirà, Hongria s'havia convertit en una possessió de la Casa dels Habsburg o en un estat vassall otomà.

### Separació del Principat de Transsilvània

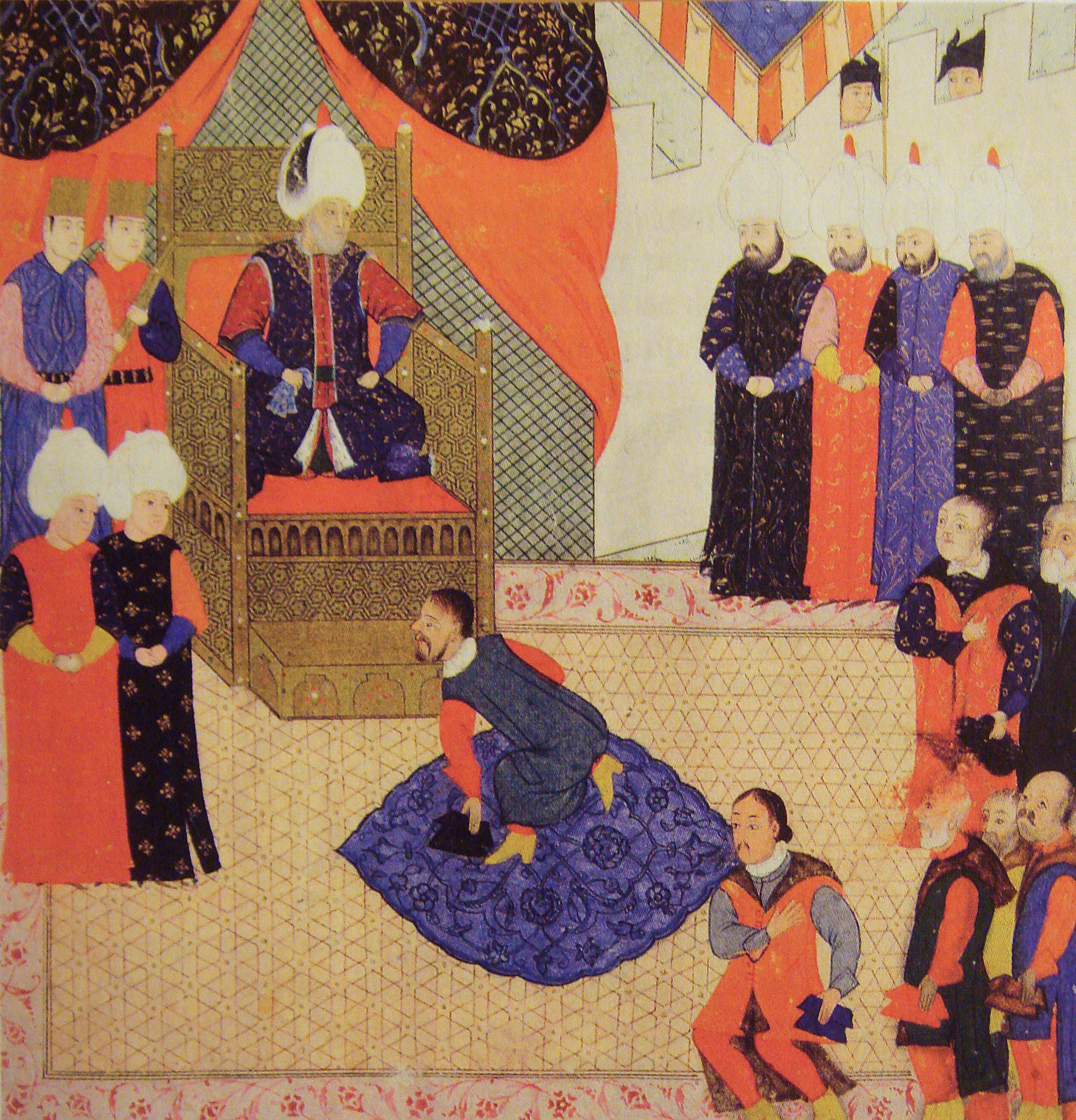
El rei Joan Segimon d'Hongria amb Soliman el Magnífic el 1556.

El 1538, Joan va nomenar Ferran el seu successor com a rei. Però va tenir un fill, Joan Segimon Zápolya, just abans de morir el 1540. La dieta hongaresa el va escollir rei com a Joan II Segimon, i quan Ferran va envair, el bisbe regent Martinuzzi va demanar a Soliman que protegés el seu vassall. Soliman va expulsar Ferran, després va posar el centre d'Hongria sota el domini turc directe. Va assignar Transsilvània i l'Hongria Reial oriental a Joan II Segimon.
El 1551, el bisbe Martinuzzi va disposar que Joan II Segimon abdiqués el seu títol reial a favor de Ferran, a canvi de ser reconegut com a senyor vassall de les terres "d'Hongria oriental".
Tots els territoris del Regne d'Hongria que havien quedat lliures de l'ocupació directa otomana es van reunir així sota el domini de Ferran el 1551. Però els atacs otomans van continuar, i Ferran no va poder protegir "l'Hongria oriental". L'any 1556, la Dieta va convidar "el fill del rei Joan" (és a dir, Joan II Segismond) i la seva mare a reprendre el govern dels territoris a l'est de la Tisza. Joan II Segimon va continuar dient-se "rei elegit" d'Hongria fins al 1570.
El 1570, Joan II Segimon va tornar a abdicar com a rei a favor del successor de Ferran, l'emperador Maximilià II. Això va ser expressat en el tractat de Speyer. Joan II Segimon va adoptar el nou estil "Príncep de Transsilvània i Senyor de parts d'Hongria".
El successor de Joan Segimon, Stephen Báthory, però, va adoptar el títol que van utilitzar els antics governadors reials de Transsilvània i es va autodenominar voivode. A més, va jurar en secret fidelitat al rei Maximilià I d'Hongria. Stephen Báthory només va adoptar l'estil Príncep quan va ser elegit rei de Polònia el 1576. A la seva mort el 1586, el seu títol de príncep va ser heretat pel seu nebot, Sigismund Báthory. El nou estil dels governants de Transsilvània i del Partium també va ser confirmada pel successor del rei Maximilià I, l'emperador Rodolf II el 28 de gener de 1595.

## El príncep i les seves prerrogatives

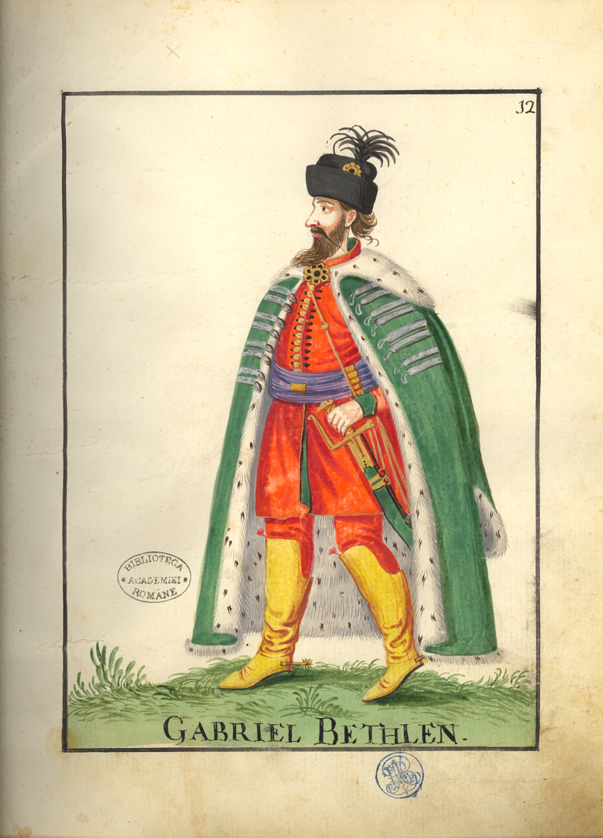
Gabriel Bethlen

### Estil i títols
Els monarques de Transsilvània van utilitzar l'estil i els títols següents: "Sea Excel·lència, per la gràcia de Déu, Príncep de Transsilvània, Senyor de parts d'Hongria i Comte dels Székelys ". A més, Sigismund Báthory va adoptar el títol de " Príncep de Valàquia i Moldàvia " el 1595.

### Estatus internacional
Del 1570 al 1699, els prínceps de Transsilvània no van ser reconeguts com a monarques independents. De vegades van reconèixer la sobirania otomana, i d'altres vegades van acceptar el domini del Regne d'Hongria. Segons els ensenyaments de l'escola hanafita de jurisprudència islàmica, Transsilvània formava part de la "Casa de l'Acord" (Dâr al ahd'), és a dir, un territori amb un estatus transitori entre les terres plenament integrades a l'Imperi Otomà i els estats independents. En conseqüència, en pujar al tron cada príncep va rebre un document oficial del sultà que descrivia els drets i obligacions del príncep. Aquests documents o ahidnâmes confirmaven el dret dels estaments de Transsilvània a triar els seus prínceps lliurement, "garantien la integritat territorial del principat" i prometien assistència militar al príncep en cas d'invasió dels seus enemics. D'altra banda, els prínceps estaven obligats a pagar un tribut anual i a ajudar els otomans en les seves operacions militars.

## Fi de la institució
Després de la Guerra d'Independència de Rákóczi, els prínceps van ser efectivament substituïts per governadors. L'últim príncep Francesc II Rákóczi va passar la resta de la seva vida a l'exili.